# Baptisteri Neonià

El baptisteri Neonià o baptisteri dels Ortodoxos (en italià: Battistero degli Ortodossi) és la més antiga de les vuit estructures de Ravenna inscrites per la UNESCO en la llista del Patrimoni de la Humanitat l'any 1996. Segons l'avaluació de l'ICOMOS d'aquest patrimoni:
| «              | el millor i més complet exemple supervivent d'un baptisteri dels primers temps del cristianisme, i reté la fluïdesa en la representació de la figura humana derivada de l'art grecoromà. | » |
| — ICOMOS 1996. | |   |

## Història
Parcialment es va construir sobre unes termes romanes. També se l'anomena baptisteri Ortodox per distingir-lo del Baptisteri Arrià construït a instàncies del rei ostrogot Teodoric el Gran uns cinquanta anys més tard. Els dos edificis, fins i tot destinant-se a la mateixa funció, eren cada un propi d'una de les dues comunitats cristianes que coexistien aleshores a Ravenna. Se l'anomenava ortodox entès en el sentit de l'època, que es referia als cristians de la «recta» doctrina en contraposició a l'«heretgia» arriana.
Amb el pas de la seu episcopal de Classe a Ravenna a la fi del segle iv, es va iniciar una nova catedral, la catedral Ursiana (pel nom del bisbe Urso), de la qual sobreviuen poques restes englobades dintre de l'actual catedral de Ravenna.
L'estructura n'és de planta centralitzada octogonal, ja que estem davant un baptisteri; és de maó i va ser construït pel bisbe Urso a la fi del segle IV o principis del segle v, com a part de la seva gran basílica (destruïda el 1734). El baptisteri va ser conclòs pel bisbe Neó a la fi del segle v, temps en què es van afegir les decoracions en mosaic. El terra original queda ara 3 metres sota nivell, de manera que l'estructura pròpiament dita i l'extensió de l'edifici ja no poden veure's més. El baptisteri tenia una funció de propaganda a fi d'incitar la gent a fer-se batejar.

## Arquitectura
El disseny octogonal de l'edifici, emprat pràcticament en tots els baptisteris del primer cristianisme, simbolitza els set dies de la setmana més el dia de la resurrecció i la vida eterna. El vuit es relacionava així amb la resurrecció, estant la suma de set, el temps, més un, Déu. Aquesta forma octogonal es troba en els monuments romans d'Orient o d'inspiració romana d'Orient (com la cúpula de la Roca a Jerusalem).
L'edifici va ser retocat al segle xi. Externament, té un simple revestiment de maó, combinat amb arcuacions cegues; és de planta octogonal, però a l'exterior sembla quadrangular per les seves quatre exedres semicirculars a les cantonades, són del segle x, mentre que les lesenes i arcades cegues es remunten a la construcció originària i van ser preses de models septentrionals (com la basílica de Constantí de Trèveris o la basílica de Sant Simplicià de Milà). Hi ha un contrast important entre l'exterior i l'interior de l'edifici, com és típic de l'art paleocristià. Aquest baptisteri desprèn un aire particular a causa de la seva arquitectura monumental. Els tres arcs (símbol de la Santíssima Trinitat) que reposen sobre columnes com a tanca per a les finestres de l'interior no es distingeixen de l'exterior, són arcs de descàrrega. Aquest baptisteri s'articula en dos nivells i mitjançant arquets cecs.

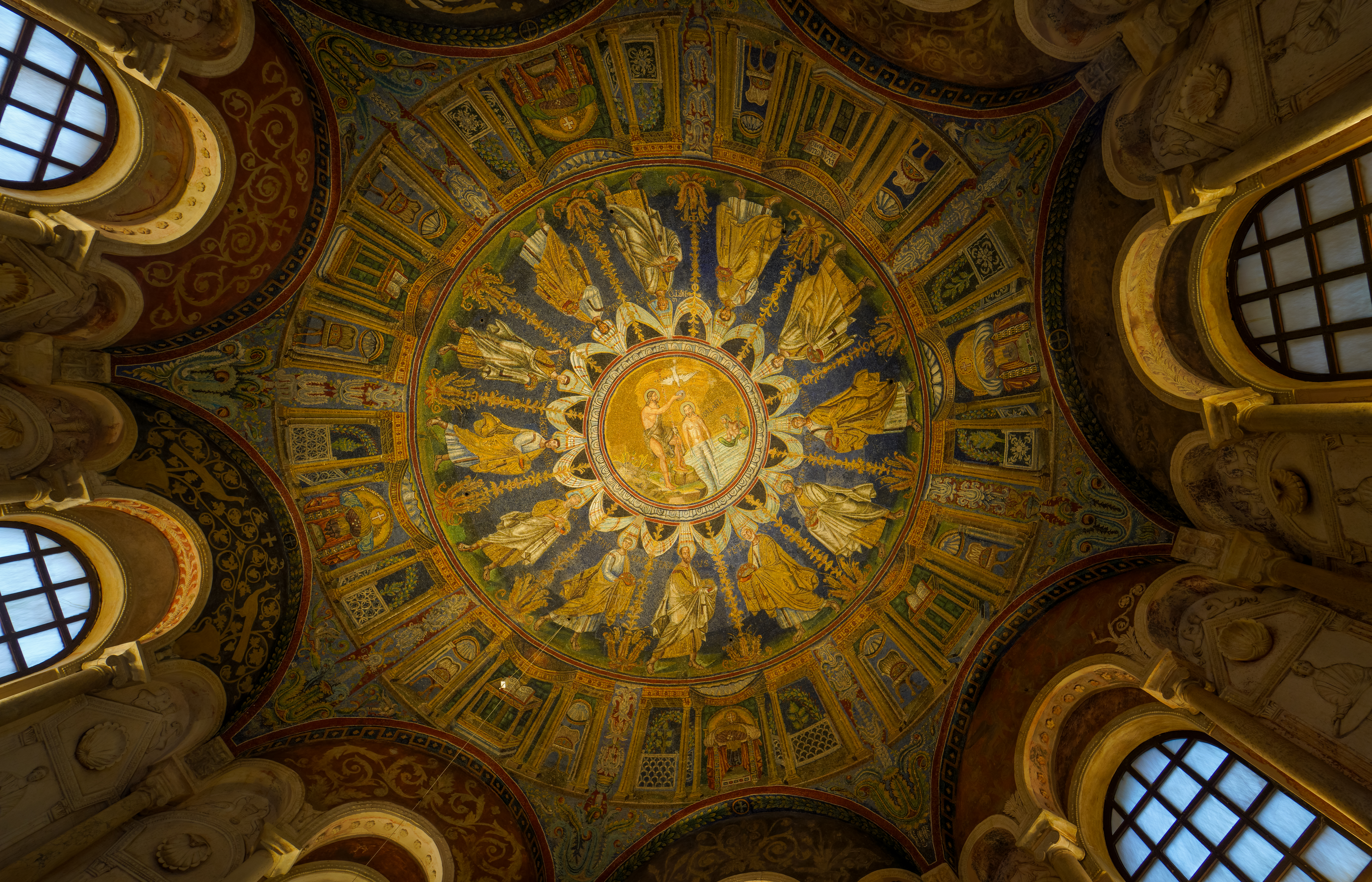
Mosaic al sostre del baptisteri Neonià

El centre de la cúpula està ocupat per un mosaic que representa Joan el Baptista batejant un Jesús amb barba dret, amb l'aigua fins a la cintura al riu Jordà. A un costat, està un déu pagà de les aigües amb un jonc en una mà i una peça de roba a l'altra, representant el riu Jordà. Més avall, i al voltant de l'escena del baptisme de Crist està representada una processó dels dotze apòstols en dues direccions, acabant amb sant Pere que es troba amb sant Pau.
Hi ha una espècie de jerarquia: 
- primer nivell: la pica baptismal on es bateja el fidel,
- segon nivell: baixos relleus que representen els profetes amb els còdexs a la mà,
- tercer nivell: els dotze apòstols,
- quart nivell: Crist i el colom de l'Esperit Sant.

El baptisteri té una pica monumental i octogonal, utilitzada per a batejar els fidels mitjançant la immersió total a l'aigua. La decoració és a base d'estucs, marbres i mosaics.